# Saint-Projet, Tarn-et-Garonne
Saint-Projet är en kommun i departementet Tarn-et-Garonne i regionen Occitanien i södra Frankrike. Kommunen ligger i kantonen Caylus som tillhör arrondissementet Montauban. År 2022 hade Saint-Projet 288 invånare.

## Befolkningsutveckling
Antalet invånare i kommunen Saint-Projet
| Referens: INSEE |